# ونگوژوو
ونگوژوو (لهستانی: Węgobork؛ ‏ تلفظ لهستانی: [vɛŋɡɔˈʐɛvɔ]) یک شهرک گردشگری کنار بر روی آنگراپا در شمال شرقی لهستان در ناحیهٔ تاریخی ماسوریا است. این شهر مرکز شهرستان ونگوژوو در استان وارمی-ماسوری است و در نزدیکی مرز استان کالینینگراد روسیه واقع شده‌است. در دریاچه مامری در نزدیکی این شهر قرار دارد.